# Idrissa Gueye
Idrissa Gana Gueye (Dakar, 26 september 1989) is een Senegalees voetballer die doorgaans als middenvelder speelt. Hij tekende op 1 september 2022 voor de tweede keer bij de club uit Liverpool. Gueye debuteerde in 2011 in het Senegalees voetbalelftal.

## Clubcarrière
Gueye stroomde door vanuit de jeugd van Lille OSC, waarvoor hij op 24 oktober 2010 debuteerde in het eerste team, uit tegen Olympique Marseille. Hij kwam in de 83e minuut in het veld voor Yohan Cabaye. De wedstrijd werd met 1-3 verloren. In zijn eerste seizoen als profvoetballer kwam Gueye elf keer in actie. Dat seizoen won hij met Lille OSC de Ligue 1 en de Coupe de France. In het seizoen 2011/12 debuteerde hij voor de club in de UEFA Champions League, waarin hij ook in 2012/13 en 2014/15 speelde met Lille.
Na vijf seizoenen in de Ligue 1 met Lille, tekende Gueye in juli 2015 een contract tot medio 2019 bij Aston Villa, de nummer zeventien van de Premier League in het voorgaande seizoen. Daarmee werd hij in zijn eerste jaar in Engeland laatste, wat degradatie naar de Championship betekende. Gueye daalde zelf niet mee af. Hij tekende in augustus 2016 een contract tot medio 2020 bij Everton, de nummer elf van de Premier League in 2015/16. Het betaalde circa € 8,4 miljoen voor hem aan Aston Villa.

## Clubstatistieken
| Seizoen | Club                | Competitie     | Competitie | Competitie | Beker | Beker | Europa | Europa | Totaal | Totaal |
| Seizoen | Club                | Competitie     | Wed.       | Dlp.       | Wed.  | Dlp.  | Wed.   | Dlp.   | Wed.   | Dlp.   |
| ------- | ------------------- | -------------- | ---------- | ---------- | ----- | ----- | ------ | ------ | ------ | ------ |
| 2009/10 | Lille OSC           | Ligue 1        | 0          | 0          | 1     | 0     | –      | –      | 1      | 0      |
| 2010/11 | Lille OSC           | Ligue 1        | 11         | 0          | 1     | 0     | 6      | 1      | 18     | 1      |
| 2011/12 | Lille OSC           | Ligue 1        | 25         | 0          | 6     | 0     | 3      | 0      | 34     | 0      |
| 2012/13 | Lille OSC           | Ligue 1        | 29         | 0          | 4     | 0     | 5      | 0      | 38     | 0      |
| 2013/14 | Lille OSC           | Ligue 1        | 37         | 1          | 4     | 0     | –      | –      | 41     | 1      |
| 2014/15 | Lille OSC           | Ligue 1        | 32         | 4          | 2     | 0     | 10     | 0      | 44     | 4      |
| 2015/16 | Aston Villa         | Premier League | 35         | 0          | 3     | 1     | –      | –      | 38     | 1      |
| 2016/17 | Everton             | Premier League | 33         | 1          | 2     | 0     | –      | –      | 35     | 1      |
| 2017/18 | Everton             | Premier League | 33         | 2          | 0     | 0     | 5      | 1      | 38     | 3      |
| 2018/19 | Everton             | Premier League | 33         | 0          | 2     | 0     | –      | –      | 35     | 0      |
| 2019/20 | Paris Saint-Germain | Ligue 1        | 20         | 1          | 7     | 0     | 7      | 0      | 34     | 1      |
| 2020/21 | Paris Saint-Germain | Ligue 1        | 28         | 2          | 6     | 0     | 10     | 0      | 44     | 2      |
| 2021/22 | Paris Saint-Germain | Ligue 1        | 26         | 3          | 0     | 0     | 7      | 1      | 33     | 4      |
| 2022/23 | Everton             | Premier League | 33         | 0          | 1     | 0     | –      | –      | 34     | 0      |
| 2023/24 | Everton             | Premier League | 25         | 4          | 4     | 0     | –      | –      | 29     | 4      |
| 2024/25 | Everton             | Premier League | 28         | 0          | 3     | 0     | –      | –      | 31     | 0      |
| Totaal  | Totaal              | Totaal         | 428        | 18         | 46    | 1     | 53     | 2      | 527    | 21     |

## Interlandcarrière
Gueye maakte in 2011 zijn debuut in het Senegalees voetbalelftal. Zijn eerste grote eindtoernooi was het Afrikaans kampioenschap 2015. Nadat hij ook voor Senegal uitkwam op het Afrikaans kampioenschap 2017, vertegenwoordigde hij zijn vaderland een jaar later op het WK voetbal 2018 in Rusland. Na een 2–1 zege op Polen, speelde de West-Afrikaanse ploeg met 2–2 gelijk tegen Japan, waarna in de slotwedstrijd met 1–0 verloren werd van groepswinnaar Colombia. De selectie van bondscoach Aliou Cissé eindigde in punten en doelpunten exact gelijk met nummer twee Japan, maar moest desondanks toch naar huis: Senegal werd het eerste land dat op basis van de Fair Play-regels werd uitgeschakeld, omdat de ploeg iets meer gele kaarten kreeg dan Japan. Mede daardoor beleefde het Afrikaanse continent de slechtste WK sinds 1982. Gueye speelde in alle drie de WK-duels mee. Hij maakte op het Afrikaans kampioenschap 2019 opnieuw deel uit van de Senegalese ploeg, waarmee hij deze keer tot de finale kwam.

## Erelijst
| Competitie            | Aantal    | Jaren            |
| Lille OSC             | Lille OSC | Lille OSC        |
| --------------------- | --------- | ---------------- |
| Kampioen Ligue 1      | 1x        | 2010/11          |
| Coupe de France       | 1x        | 2010/11          |
| Paris Saint-Germain   |           |                  |
| Kampioen Ligue 1      | 2x        | 2019/20, 2021/22 |
| Coupe de France       | 2x        | 2019/20, 2020/21 |
| Coupe de la Ligue     | 1x        | 2019/20          |
| Trophée des Champions | 1x        | 2019/20          |
| Senegal               |           |                  |
| Afrika Cup            | 1x        | 2022             |

1 Donnarumma ·
2 Hakimi ·
3 Kimpembe ·
5 Marquinhos  ·
7 Kvaratschelia ·
8 Ruiz ·
9 Ramos ·
10 Dembélé ·
14 Doué ·
17 Vitinha ·
19 Lee ·
21 Hernández ·
23 Kolo Muani ·
23 Kolo Muani ·
24 Mayulu ·
25 Mendes ·
29 Barcola ·
33 Zaïre-Emery ·
35 Beraldo ·
39 Safonov ·
42 Zague ·
45 El Hannach ·
49 Mbaye ·
51 Pacho ·
80 Tenas ·
87 Neves ·
Coach: Luis Enrique
1 Diallo ·
2 Kara ·
3 Koulibaly ·
4 Mbengue‎ ·
5 Gueye ·
6 Sané ·
7 Sow ·
8 Kouyaté  ·
9 Diouf ·
10 Mané ·
11 N'Doye ·
12 Sabaly ·
13 A. N'Diaye ·
14 Konaté ·
15 Sakho ·
16 K. N'Diaye ·
17 B. N'Diaye ·
18 Sarr ·
19 Niang ·
20 Baldé ·
21 Gassama ·
22 Wagué ·
23 Gomis · 
Coach: Cissé
1 Dieng ·
2 F. Mendy ·
3 Koulibaly  ·
4 Cissé ·
5 I. Gueye ·
6 N. Mendy ·
7 Jackson ·
8 Kouyaté ·
9 Dia ·
10 N'Diaye ·
11 Ciss ·
12 Ballo-Touré ·
13 Ndiaye ·
14 Jakobs ·
15 Diatta ·
16 É. Mendy ·
17 P. Sarr ·
18 I. Sarr ·
19 Diédhiou ·
20 Dieng ·
21 Sabaly ·
22 Diallo ·
23 Gomis ·
24 Name ·
25 Loum ·
26 P. Gueye ·
Coach: Cissé